# Santa Sofia Marecchia
Santa Sofia Marecchia is een plaats (frazione) in de Italiaanse gemeente Badia Tedalda.